# 기타야마역 (아이치현)
기타야마역(일본어: 喜多山駅, きたやまえき)은 일본 아이치현 나고야시 모리야마구 오바타미나미 1초메에 소재하는 나고야 철도 세토선의 역이다. 역 번호는 ST11이다.

## 역 구조
2면 3선의 지상역이다. 2016년 9월 17일부터 하행 승강장은 동쪽으로 이전되고 임시 승강장으로 되었다. 개찰구에서 선로에 병행하는 통로와 구내 건널목에서 연결되어 종전보다 멀어졌다.
임시 승강장의 이행 후에는 1번 승강장이 대피선, 2번 승강장(구, 1번 승강장)이 하행 본선, 3번 승강장(구, 2번 승강장)이 상행 본선이 되고 세토 선에서는 처음 열차 대피가 가능하게 되었다.
임시 승강장 이행 후에는 개찰구와 승강장에 풀 컬러 LED식 열차 안내가 설치된 것과 동시에 자동 방송도 상하행선에도 가동되었다.
또한, 구 3번 승강장은 폐지되고 오와리세토 방향에 있던 건늠선도 철거되었다.
| 번호 | 노선      | 방향 | 행선                    | 비고                         |
| ---- | --------- | ---- | ----------------------- | ---------------------------- |
| 1    | ■ 세토 선 | 하행 | 오와리세토 방면         | 대피선(보통 사용하지 않는다) |
| 2    | ■ 세토 선 | 하행 | 오와리세토 방면         | 본선                         |
| 3    | ■ 세토 선 | 상행 | 오조네・사카에마치 방면 |                              |

이하, 임시선 이행전 구조이다.
3번 선은 기타야마를 시종점으로 하는 열차 전용으로, 사카에마치 방면의 선로와 역 동쪽에 유치선이 있다. 이 플랫폼은 유효 길이가 매우 짧아 1.5량 분밖에 없어 운행 시 사카에마치 방향의 선두 1량만 문 개폐 취급을 실시한다. 시험 운전 열차는 당역에서 오와리아사히 방면으로 회차되지만, 배선의 사정으로 3번 선에는 들어갈 수 없으므로 2번 선에 도착한 뒤 바로 출발한다.
건널목을 낀 반대편 서쪽, 1964년의 역사 이설 이전의 구 플랫폼 유적을 이용하여 유효 길이 6량 분의 유치선이 1개 있다.
세토 선 내에서 유일하게 사카에마치 진입 후에 역 설비의 대규모 개수를 한 적이 없던 역이다. 그러나, 2008년부터 오바타 역 ~ 오모리 · 긴죠가쿠인마에 역 구간(1.9km)의 고가화 공사가 시작된 것에 따르고, 본 역을 2면 4선 플랫폼 구조에서 대피 설비를 갖고, 6량 편성에 대응한 고가역으로써 정비가 시작되었다.
| 번호 | 노선      | 방향 | 행선                    | 비고                |
| ---- | --------- | ---- | ----------------------- | ------------------- |
| 1    | ■ 세토 선 | 하행 | 오와리세토 방면         |                     |
| 2    | ■ 세토 선 | 상행 | 오조네・사카에마치 방면 | 오와리세토 방면에서 |
| 3    | ■ 세토 선 | 상행 | 오조네・사카에마치 방면 | 당역 시발           |

## 역 주변
- 나고야 모리야마 기타야마 우체국
- 다이산 은행 기타야마 지점
- 나고야 은행 기타야마 지점
- 로손 스토어 100
- 기쿠카 고등학교
- 아이치 현립 미도리가오카 상업 고등학교
- 세토 가도(아이치 현도 61호 나고야세토 선)

## 역사
- 1927년 7월 1일: 영업 개시.
- 1946년 9월 1일: 기타야마 공장(후, 기타야마 검차구) 완성. 오조네 공장에서 이전됨.
- 1964년 3월 6일: 역사 이전, 역 건물 완성.
- 1978년 8월 20일: 급행 정차역으로 승격됨.
- 1984년 3월: 자동 개찰기 설치.
- 2006년 12월 16일: 트랜 패스 도입.
- 2007년 6월 30일: 기타야마 검차구 폐지.
- 2011년 2월 11일: IC카드 승차권 manaca 도입.
- 2012년 2월 29일: 트랜 패스 공용 종료.
- 2016년 9월 17일: 기타야마 역 부근 하행선 및 일부 상행선을 가선 상으로 전환 및 세토 선의 일부 다이아 개정.

## 인접역
| 나고야 철도 ■ 세토선        | 나고야 철도 ■ 세토선 | 나고야 철도 ■ 세토선                         |
| --------------------------- | -------------------- | -------------------------------------------- |
| ST10 오바타 사카에마치 방면 | ■ 급행 ■ 준급 ■ 보통 | 오모리 · 긴조가쿠인마에 ST12 오와리세토 방면 |